# Любечский съезд
Лю́бечский съезд (1097) — съезд русских князей, состоявшийся в городе Любече (на реке Днепр) с целью договориться о прекращении междукняжеских распрей из-за уделов и сплотиться против разорявших Русь половцев. Непосредственной причиной съезда послужила необходимость заключения мира с Олегом Святославичем, против которого Святополк Изяславич и Владимир Мономах боролись с 1094 года.

## Предпосылки
Владимир Мономах, бывший при жизни своего отца его правой рукой в Чернигове, участвовал в разгромной для русских битве на Стугне (1093), а в 1094 году Олег Святославич при поддержке половцев выгнал Владимира из Чернигова. На помощь Владимиру пришёл Святополк Изяславич киевский, но половцы атаковали южные границы Руси. В 1096—1097 годах Мстислав Владимирович с новгородцами и Вячеслав Владимирович с половцами боролись с Олегом за Муром, Рязань, Суздаль и Ростов, нанеся ему поражение на Колокше. Мстислав в качестве крестника Олега ходатайствовал не лишать его Русской земли перед отцом и позвал его на заключение мира.

## Съезд
На съезде, проводившемся в тереме Любечского детинца, присутствовало согласно «Повести временных лет» шесть князей и было принято решение:
Кождо держить очьчину свою
На данный съезд не приехал полоцкий князь Всеслав Брячиславич, посчитав, что ему нечего делить и не с кем землями делиться.
- Святополку Изяславичу, как старшему, был оставлен Киев с Туровом и Пинском и титул великого князя;
- Владимиру Мономаху — Переяславское княжество, Суздальско-Ростовская земля, Смоленск и Белоозеро;
- Олегу и Давыду Святославичам — Чернигов и Северская земля, Рязань, Муром и Тмутаракань;
- Давыду Игоревичу — Владимир-Волынский с Луцком;
- Васильку Ростиславичу (с братом) — Теребовль, Червень, Перемышль.

Фактически решение лишь резко перераспределяло владения между Владимиром Всеволодовичем и Святославичами в пользу последних.
Съезд провозгласил принцип наследования князьями земель своих отцов, то есть права на наследование каждого из нескольких сложившихся на тот момент княжеств были ограничены рамками определённой ветви династии Рюриковичей. Это констатировало наличие нового политического строя на Руси, основой которого было сложившееся крупное феодальное землевладение. Согласно БРЭ, Святославичи, получившие по решениям съезда обширное Черниговское княжество, были исключены из наследников Киева.

## Последующие события
Сразу вслед за Любечским съездом, остановившим междоусобицы на левобережье Днепра, началась война за юго-западные волости (1097—1100) — с беспрецедентного на тот момент ослепления Рюриковича (Василька Ростиславича Давыдом Игоревичем). В ходе войны Давыд пытался овладеть княжеством Василька, а Святополк — Волынью, Перемышлем и Теребовлем. В итоге Ростиславичам удалось отстоять свои владения, а Волынь перешла от Давыда к Святополку по решению нового съезда в Уветичах (1100).